# Michele Viterbo
Michele Viterbo, noto anche con lo pseudonimo di Peucezio (Castellana Grotte, 8 ottobre 1890 – Bari, 13 aprile 1973), è stato un giornalista, scrittore e politico italiano.

## Biografia
Fu giornalista a partire dall'età di sedici anni e divenne molto conosciuto con lo pseudonimo di "Peucezio". Nel 1923 fondò l'Ente Pugliese di Cultura Popolare, di cui fu anche presidente fino al 1943. Dal 1927 al 1931 fu dapprima Regio Commissario e poi Preside della Provincia di Bari e, dal 1935 al 1943, podestà della città di Bari. Dopo la caduta del fascismo fu, dal 1954 e fino alla morte, presidente del Comitato di Bari dell’Istituto per il Risorgimento italiano. Nell’arco della sua vita, collaborò con circa ottanta testate (quotidiani, settimanali, riviste) e pubblicò oltre settanta tra volumi e opuscoli. “Gente del Sud”, la sua opera più complessa, è stata segnalata «con alto elogio» all’Accademia dei Lincei, e ha ricevuto il premio dell’Accademia Pontaniana.

## Curiosità
- Il suo archivio personale è stato dichiarato nel 1990 di 'notevole interesse storico' dalla Soprintendenza Archivistica per la Puglia ed è stato donato nel 2014 all'Archivio di Stato di Bari[2].
- Nel 2011 è stato ripubblicato un suo testo, dal titolo “Il Sud e l’Unità”, con postfazione di Nichi Vendola[3].

## Opere
- La Puglia e il suo Acquedotto (Bari, 1954)
- Gente del Sud. Antiche civiltà (Bari, 1959)
- Gente del Sud. Da Masaniello alla Carboneria, (Bari, 1962)
- Gente del Sud. Il Sud e l’Unità, (Bari, 1966)
- Dagli ultimi re borbonici alla caduta del fascismo. Memorie, fatti, testimonianze
- Castellana. La contea di Conversano e l'abbazia di San Benedetto. Storia della Puglia dalla preistoria alla fine del XVII secolo
- 1943-1945. Diario